# Куявський парк
Куя́вський парк — парк-пам'ятка садово-паркового мистецтва місцевого значення в Україні. Розташований у межах Ярмолинецької селищної громади Хмельницького району Хмельницької області, на північний схід від села Соснівка.  
Площа 27,7 га. Статус присвоєно згідно з розпорядженням виконкому обласної ради депутатів трудящих від 30.01.1969 року № 72-р. Перебуває у віданні: Протитуберкульозний дитячий санаторій. 
Природоохоронний статус присвоєно для збереження парку, закладеного при маєтку Товкачів. 
У XIX ст село Куяви (нині Соснівка) належало панові польського походження Юлію Товкачу. У 1875—1877 рр почато будівництво палацу і закладався парк. Маєток складався з двох, майже однакових частин: одно- і двоповерхової. З боку паркового фасаду будівлю прикрашала статуя Матері Божої, розташована у спеціальній ніші. З одного боку палац, який стояв в обрамлені парку, оточували сади, а з іншого — озера. 
Нині на території колишнього маєтку розташований протитуберкульозний дитячий санаторій.